# Sint-Annakapel (Bonheiden)

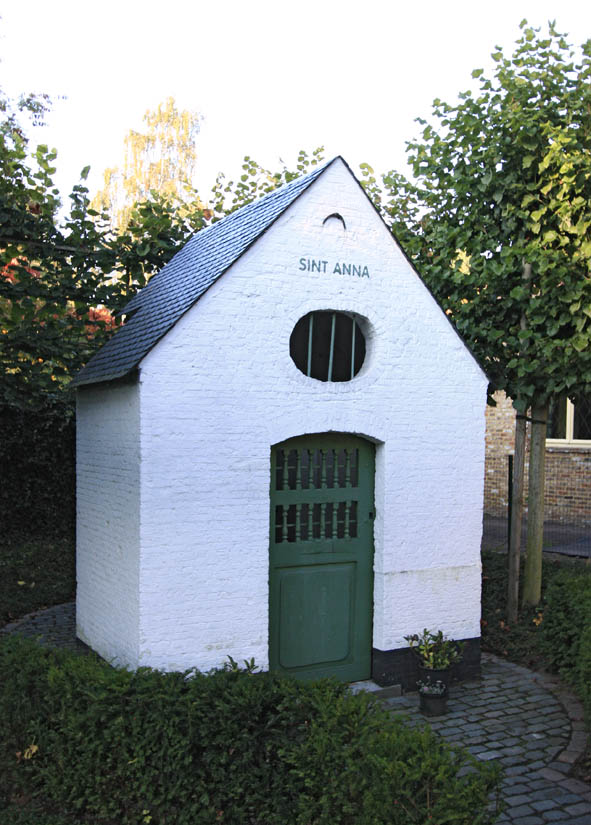
Sint-Annakapel

De Sint-Annakapel is een kapel in de Antwerpse plaats Bonheiden, gelegen aan de Mechelsesteenweg.
Deze eenvoudige kapel werd omstreeks 1700 gebouwd en was een halteplaats voor de bedevaartgangers naar Scherpenheuvel.
Het kapelletje heeft een rechthoekige plattegrond en een klein, uitspringend rechthoekig koor. Het gipsen Mariabeeld vervangt het 16e-eeuwse beeld van Sint-Anna-te-Drieën, dat zich tegenwoordig in de Onze-Lieve-Vrouwekerk bevindt.
De kapel wordt omringd door een zestal lindebomen.